# Labortechnik
Labortechnik ist die in einem Labor verwendete technische Ausstattung mit Laborgeräten und Laboreinrichtung.

## Laboreinrichtung
Die Laboreinrichtung umfasst Möbel entsprechend der besonderen Anforderungen des jeweiligen Labors:
- Tische mit speziellen Arbeitsplatten
- Laborabzüge und abgesaugte Einhausungen
- Stauräume und Schränke
- Sicherheitsstauräume für Chemikalien
- Medienversorgungssysteme (Medienzellen, Medienkanäle, deckenhängende Medienampeln oder Mediensäulen) zur Versorgung von Arbeitsplätzen und Geräten mit Elektro- und Sanitäranschlüssen (Wasser, Abwasser, Gase)

## Laborplanung
Die Laborplanung beschäftigt sich mit der Planung der Labortechnik. Sie ist ein Teilbereich der Versorgungstechnik (auch als Haustechnik oder Technische Ausrüstung (TGA) bezeichnet). In Deutschland gilt für die Bearbeitung das Leistungsbild der Honorarordnung für Architekten und Ingenieure (Leistungsbild Technische Ausrüstung, Anlagengruppe 7 (nutzungsspezifische Anlagen und verfahrenstechnische Anlagen), Kosten der Kostengruppe 474 nach DIN 276).
Die Laborplanung geht häufig über eine reine technische Planung nach dem beschriebenen Leistungsbild hinaus und umfasst die Erarbeitung der Anforderungen an die Nutzung, ausgehend von den vorgesehenen Prozessen und Verfahren bis hin zur Planung der Laborabläufe.
In der Regel ist in Bauprojekten auch die Beratung anderer Planer (Architekt, Versorgungstechniker) hinsichtlich der besonderen Anforderungen der Labornutzung Bestandteil der Laborplanung.

## Lose und feste Labortechnik
Für Bauvorhaben der öffentlichen Hand in Deutschland wird häufig zwischen loser und fester Laboreinrichtung bzw. Labortechnik differenziert, da hier meist unterschiedliche Finanzierungswege vorgesehen sind. Die Unterscheidung zwischen losen und festen Elementen ist je nach Bundesland und zuständiger Bauverwaltung unterschiedlich, eine verbindliche Grundlage ist nicht bekannt. Als fest wird üblicherweise alles angesehen, was mit dem Gebäude und der Gebäudeinfrastruktur (Versorgungstechnik) als Festanschluss verbunden ist.